# Tambukareli (Itigi)
Tambukareli ist ein Verwaltungsbezirk (englisch Ward) des Distrikts Itigi in der tansanischen Region Singida.

## Geografie
Tambukareli ist ein Bezirk im nördlichen Zentralteil von Tansania etwa 100 Kilometer Luftlinie südsüdwestlich der Regionshauptstadt Singida. Das Gebiet umfasst den nordwestlichen Stadtteil von Itigi und seine Vororte. Bei der Volkszählung 2022 lebten 12.145 Menschen in 3295 Haushalten auf einer Fläche von 73 Quadratkilometern.
Der Bezirk grenzt an vier Bezirke des Distrikts Itigi:
|          | Sanjaranda                                  |               |
| Kitaraka | Kompassrose, die auf Nachbargemeinden zeigt | Itigi Majengo |
|          | Itigi Mjini                                 |               |

## Gliederung
Der Bezirk besteht aus drei Gemeinden (swahili Mtaa) mit zwölf Orten (Kitongoji):
| Tambukareli - Kiwandani - Mkalamani - Miembeni - Ostabay | Kihanju - Kihanju - Mlumbani - Bumbwaa - Kanuhaa | Songambele - Mji Mpya - Kwa Mataruma - Mkwajuni - Mamboleo |

## Infrastruktur
- Bildung: Die Itigi Secondary School ist eine staatliche weiterführende Schule, die Tages- und Internatsschüler bis zur 6. Stufe ausbildet.[7]
- Straße: Durch den Süden des Bezirks verläuft die asphaltierte Nationalstraße T18. Die Grenze im Osten bildet die nicht asphaltierte Nationalstraße T22.[8][5]
- Eisenbahn: Die Südgrenze des Bezirks bildet die Tanganjikabahn.